# Сальвий Трифон
Сальвий Трифон (лат. Salvius Tryphon) — лидер второго сицилийского восстания.
Сальвий до восстания был сицилийским рабом. В 104 году до н. э. он поднял восстание среди других рабов против власти Римской республики. Сальвий был объявлен царем и принял имя Трифона в честь сирийского эллинистического правителя Диодота Трифона.
Правление островом он организовал по римскому образцу. Сальвий Трифон носил пурпурную тогу и сопровождался ликторами с фасциями как римские консулы. Трифон создал армию из беглых рабов. Он одержал победу над римской армией в нескольких боях. После неожиданной смерти Трифона царём стал его полководец Афинион.